# Matthew Booth
Matthew Booth, född 14 mars 1977 i Kapstaden, är en sydafrikansk före detta fotbollsspelare (back) som senast spelade för Bidvest Wits. 
Booth gjorde sin landslagsdebut för Sydafrika den 20 februari 1999 mot Botswana i COSAFA Cup. Han var uttagen i Sydafrikas trupp till olympiska sommarspelen 2000. Han var även uttagen till fotbolls-VM 2010, där det dock inte blev någon speltid för Booth.
Booth är gift med Sonia Bonneventia, en välkänd färgad kvinna som bland annat varit Fröken Sydafrika. Booth har han lärt sig både zulu och tswana, två av de största bantuspråken. 